# 薩克森的希多妮
薩克森的希多妮（德語：Sidonie von Sachsen，1518年3月8日—1575年1月4日）是薩克森公爵亨利四世的女兒，母親是梅克倫堡的卡塔里娜。

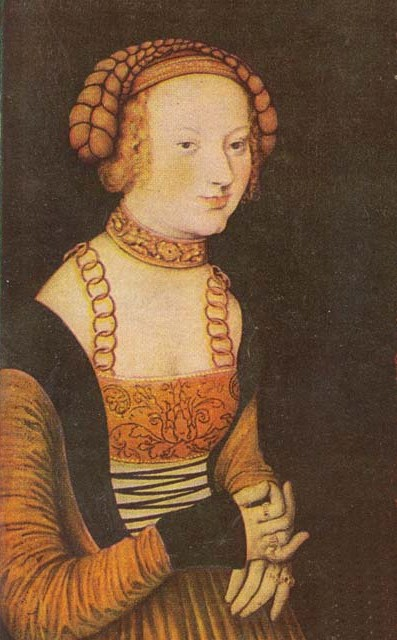
薩克森的希多妮

1545年，希多妮與卡倫貝格-哥廷根親王埃里希二世結婚。1572年，埃里希二世指控希多妮試圖使用巫術毒害他，但最後希多妮以罪證不足開釋。